# Dingoo A-330
De Dingoo A-330 is een draagbare spelcomputer en mediaspeler van de Chinese fabrikant Shenzhen Dingoo Digital. Het apparaat beschikt over een geïntegreerde radiotuner, opnamefunctie en een draadloze ontvanger van 2,4 GHz waarop het draadloze spelbesturingsapparaat Dingoo F-16 kan worden aangesloten.

## Hardware

### Specificaties
- Chipset: Ingenic JZ4755 @ 400 MHz (overklokbaar) (MIPS-architectuur)
- RAM: 64 MB
- Intern geheugen: 4GB flashgeheugen
- Extern geheugen: MiniSD/SDHC (MicroSD/SDHC met adapter tot maximaal 8GB)
- Invoer: D-pad, 2 schouderknoppen, A,B,X,Y, start, hold, reset en selectknoppen
- Uitvoer: stereoluidspreker, hoofdtelefoon en tv-out (kabel bijgesloten)
- Invoer/uitvoer: USB 2.0
- Weergave: 2,8-inch lcd, 320 × 240 pixels (QVGA) met 65.500 kleuren
- Videoweergave: RM, RMVB, MP4, 3GP, AVI, ASF, MPE MOV, FLV, MPEG
- Geluidsweergave: MP3, WMA, APE, FLAC, RA
- Radio: Digitale FM radio-ontvanger
- Opname: Ondersteunt digitale gespreksopnamen (MP3 en WMA-formaten) en FM-radio op 8KHz
- Softwareondersteuning: Gratis officiële en onofficiële[2] Software development kits beschikbaar
- Extra: Geïntegreerde draadloze 2,4 GHz-ontvanger voor aansluiting van een draadloos spelbesturingsapparaat
- Voeding: 5V, 500mA, 1700 mAH Lithium-ion-accu
- Afmetingen: 132 mm × 57 mm × 15 mm (lxbxh)
- Gewicht: 120 g[3]

## Functies

### Emulatie
De Dingoo A-330 is compatibel met de Dingoo A-320. De officieel ondersteunde en de door de gebruikersgemeenschap ontwikkelde emulatoren zijn uitwisselbaar.

#### Officieel
De volgende spelsystemen worden officieel ondersteund:
- 3D
- Nintendo GBA
- Nintendo NES
- SNK Neo-Geo
- Nintendo SNES
- Capcom Play System 1
- Capcom Play System 2
- Sega Mega Drive/Genesis

#### Gebruiksersgemeenschap

##### Huidige geëmuleerde systemen
- Atari 800 (8 bit-computer)
- Atari 2600 (enkel onder Dingux)
- Atari 5200
- Atari 7800
- Atari Lynx
- ColecoVision
- Commodore 64 (enkel onder Dingux)
- Commodore Amiga
- Videopac G7000 (Radiola Jet 25/Magnavox Odyssey 2)
- MSX[4]
- Neo-Geo
- Neo-Geo Pocket
- Nintendo Game Boy en GameBoy Color
- Game Boy Advance
- PC Engine (TurboGrafx)
- PlayStation (enkel onder Dingux)
- Sega Genesis/Mega Drive/Mega-cd (enkel onder Dingux)
- Sega Master System en Sega Game Gear (werk in uitvoering, meeste spellen zijn speelbaar)
- WonderSwan en WonderSwan Color (werk in uitvoering, meeste spellen zijn speelbaar)
- ZX Spectrum (GP2Xpectrum voor Dingux[5])

##### Arcadespellen
- Centipede en Millipede
- CPS-1
- CPS-2
- FinalBurn Alpha (Dingux only)
- MAME (Dingux only)
- Mikie (Konami arcade game)
- Pac-Man en Ms. Pac-Man

### Videospeler
- Videocontainers: RMVB, RM, AVI, WMV, FLV, MPEG, MP4, ASF en MOV
- Videocodecs: WMV1, WMV3, WMV7, WMV8.1, WMV9, MP42, mp4v, DIV3, DiVX5, XViD, MJPG, MPEG1 en MPEG2
- Lcd-resolutie: 320 × 240 (QVGA)

### Muziekspeler
- Audioformaten: MP3, WMA, APE, FLAC, WAV, AC3, MOD, S3M en XM
- Kanalen: Stereo
- EQ-functie

### Fotoweergave
- Ondersteuning voor JPG, BMP, GIF, PNG

### Tekstweergave
- Ondersteuning voor TXT (Engels en Chinees)
- Tekst-naar-spraak (alleen voor de Engelse taal)
- Overige functies: bookmarking, auto browsing, lettertypegrootte.

### Radio-ontvanger
- FM Radio (76.0–108.0 MHz, met 40 voorkeuzezenders)

### Geluidsopname
- Stem- en radio-opname
- Stemopname (MP3 en WAV)

### Overige
- Ondersteunt SWF (enkel Flash 6)
- U-disk virusbescherming
- USB 2.0: Windows 2000/XP/Vista en Mac OS X

### Bestandsverkenner
- Eenvoudig zoeken naar bestanden op de Dingoo A-330 (spellen, muziek, video, foto, geluidsopnamen)

## Firmware

### Officiële firmware
- Firmware V1.20

### µC/OS-II
Het native besturingssysteem van de Dingoo A-330 is µC/OS-II, een goedkope priority-based pre-emptive realtime multitasking besturingssysteemkernel voor microprocessors, voornamelijk geschreven in de programmeertaal C. Het is voornamelijk bedoeld voor gebruik in embedded systemen. Alle officiële software voor de Dingoo A-330 (met inbegrip van de emulatoren) draaien op uC/OS-II.

### Linux
Een Linux kernel werd door Booboo gepubliceerd via Google Code op 18 mei 2009.
Een dual bootinstallatie onder de naam "Dingux" werd uitgebracht op 24 juni 2009. Dit zorgt voor een dual-boot van de originele firmware of Linux zonder dat hiervoor een verbinding met een pc noodzakelijk is.
De Dingoo ondersteunt de volgende emulatoren: ScummVM, SMS Plus, Gmuplayer, FinalBurn Alpha, Gnuboy, GpSP, MAME, PSX4ALL, Snes9x, PicoDrive, openMSX, GP2Xpectrum, and FCEUX.